# أنا (ألبوم)
أنا (بالإنجليزية: I) هو أول ألبوم مصغر للفنانة الموسيقية الكورية كيم تاي يون. أصدر الألبوم في 7 أكتوبر 2015 بواسطة إس إم إنترتينمنت و بإنتاج إي سو مان. ويتكون الألبوم من 6 أغاني بالإضافة إلى الأغنية الرئيسية «أنا» التي تعاونت بها تايون مع مغني الراب الكوري فيربل جينت.

## الأداء التجاري

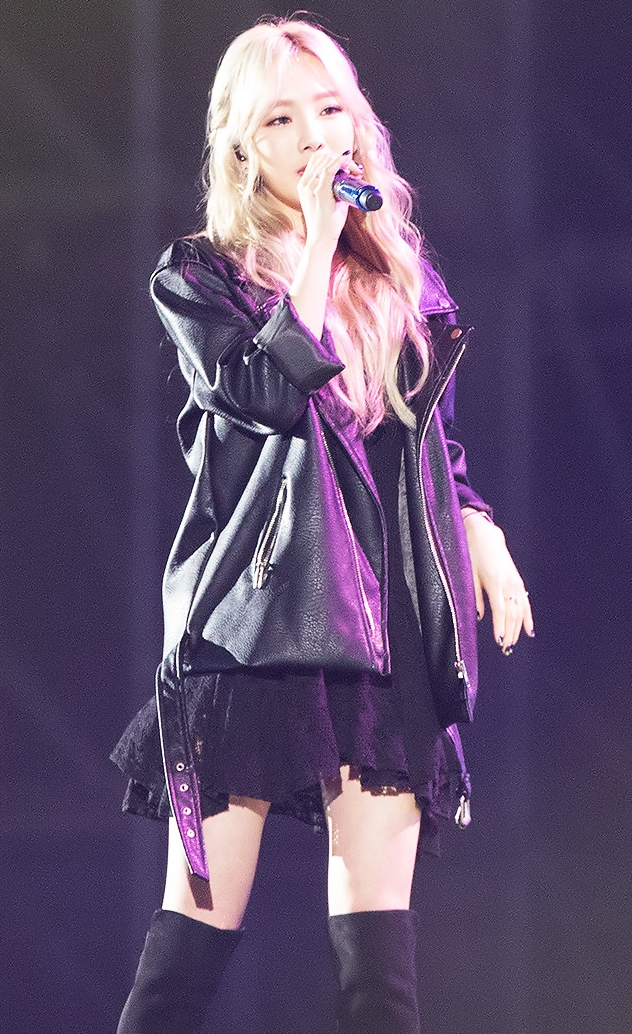
تايون أثناء تأديتها أغنية "أنا"

تَصدر الألبوم في المركز الثاني في مخطط غاون للموسيقى وأصبح الألبوم في المركز السادس من قائمة أكثر الألبومات مبيعاً في كوريا الجنوبية حيث باع الألبوم أكثر من 119,576 نسخة في نهاية عام 2015. وساعد هذا الألبوم وكالة إس إم إنترتينمنت في التصدر في قائمة «أكثر المبيعات الرقمية للموسيقى» في كوريا الجنوبية 
وكذلك تصدر الألبوم في قائمتي بيلبورد رولد ألبوم و هيتسيكر في المركز الأول والخامس بعد أن باع الألبوم 2,000 نسخة بأول يومين من صدوره.
وتصدر الألبوم في المركز الواحد والعشرون في مخطط أوريكون الياباني للموسيقى.

## أغاني الألبوم
| #  | عنوان                        | المدة |
| -- | ---------------------------- | ----- |
| 1. | "أنا بالتعاون مع فيربل جينت" | 3:26  |
| 2. | "أنت U R"                    | 4:34  |
| 3. | "توأم"                       | 3:41  |
| 4. | "توتر"                       | 3:21  |
| 5. | "وداعاً"                      | 3:43  |
| 6. | "أنا (نسخة الموسيقى فقط)"    | 3:24  |

## المخططات
قالب:Albumchart
| مخططات (2015)                         | المركز |
| ------------------------------------- | ------ |
| كوريا الجنوبية (مخطط غاون)            | 2      |
| أمريكا (مخطط بيلبورد لألبومات العالم) | 1      |
| أمريكا (مخطط هيت سيكيرس بيلبورد)      | 5      |

| مخططات (2016)          | المركز |
| ---------------------- | ------ |
| تايوان (مخطط جي-ميوزك) | 2      |

### مخططات نهاية العام
| مخططات (2015)              | المركز |
| -------------------------- | ------ |
| كوريا الجنوبية (مخطط غاون) | 16     |

| مخططات (2016)              | المركز |
| -------------------------- | ------ |
| كوريا الجنوبية (مخطط غاون) | 93     |
| تايوان (مخطط جي-ميوزك)     | 9      |

## تاريخ الصدور
| المنطقة        | التاريخ       | الشكل              | الوكالة                                       |
| -------------- | ------------- | ------------------ | --------------------------------------------- |
| كوريا الجنوبية | 7 أكتوبر 2015 | سي دي ، تحميل رقمي | إس إم إنترتينمنت, كاي تي ميوزك                |
| حول العالم     | 7 أكتوبر 2015 | تحميل رقمي         | إس إم إنترتينمنت                              |
| تايوان         | 18 مارس 2016  | سي دي ، دي في دي   | إس إم إنترتينمنت ، مجموعة يونيفرسال الموسيقية |